# 圣维克托叙阿尔朗
圣维克托叙阿尔朗（法語：Saint-Victor-sur-Arlanc，法語發音：[sɛ̃ viktɔʁ syʁ aʁlɑ̃]，意为“阿尔朗上方的圣维克托”）是法国上卢瓦尔省的一个市镇，位于该省北部，属于勒皮区。

## 地名
与通常在法语地名中表示“在……河畔”之意的“sur”不同，该地名Saint-Victor-sur-Arlanc中的“sur”意为“在……上方”，表示名为圣维克托（Saint-Victor）的该地与阿尔朗（Arlanc）的位置关系，并以“阿尔朗上方的圣维克托”之名区分其他的“圣维克托”，且事实上在该地附近也并无“阿尔朗河”存在。

## 地理
圣维克托叙阿尔朗（45°20'4"N, 3°46'27"E）面积11.88 平方千米，位于法国奥弗涅-罗讷-阿尔卑斯大区上盧瓦爾省，该省份为法国中南部省份，北起多姆山省和卢瓦尔省，西接康塔爾省，南至洛泽尔省，东临阿尔代什省。
与圣维克托叙阿尔朗接壤的市镇（或旧市镇、城区）包括：博讷瓦勒、阿尔宗河畔克拉波讷、瑞利扬日、马尔维耶尔、圣让多布里古、多尔莱格利斯。
圣维克托叙阿尔朗的时区为UTC+01:00、UTC+02:00（夏令时）。

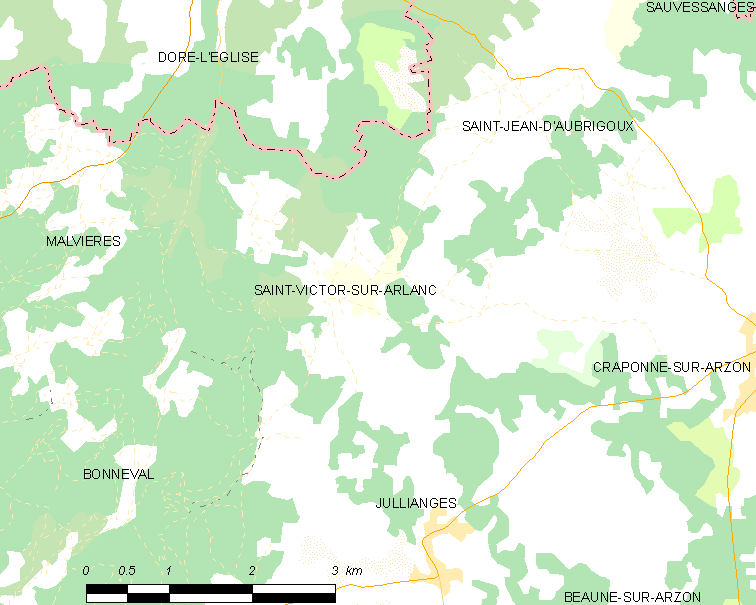
圣维克托叙阿尔朗的OSM定位图

## 行政
圣维克托叙阿尔朗的邮政编码为43500，INSEE市镇编码为43228。

## 政治
圣维克托叙阿尔朗所属的省级选区为上沃莱花岗岩高原县。

## 交通
上卢瓦尔省省道D35线经过境内。

## 人口

1962-2008年间圣维克托叙阿尔朗人口变化图示

圣维克托叙阿尔朗于2022年1月1日时的人口数量为91人。